# وانكا
واناكا (النطق الماوري: [waːnaka])  هي مدينة شهيرة للتزلج ومنتجع صيفي في منطقة أوتاجو بالجزيرة الجنوبية لنيوزيلندا. في الطرف الجنوبي لبحيرة واناكا، تقع في بداية نهر كلوثا / ماتا أو، وهي بوابة حديقة ماونت أسبيرينغ الوطنية. واناكا هي في المقام الأول مدينة منتجع مع فصلي الصيف والشتاء. يعتمد اقتصادها على العديد من الفرص الخارجية التي يوفرها هذا.

## التاريخ
زار الماوري منطقة واناكا للصيد في الصيف، أو في طريقهم للبحث عن بونامو (الحجر الأخضر) على الساحل الغربي. ترك نجاي تاهو معسكراتهم الموسمية بعد غارة شنها حزب حرب الجزيرة الشمالية في عام 1836. تأسست المدينة الحالية باسم بيمبروك خلال اندفاع الذهب في القرن التاسع عشر، وأعيدت تسميتها إلى واناكا في عام 1940.  جنبًا إلى جنب مع بقية منطقة كوينزتاون، تنمو واناكا بسرعة، حيث زاد عدد السكان بنسبة 50 ٪ بين عامي 2005 و 2015.